# Quartell
 (juin 2025).
Si vous disposez d'ouvrages ou d'articles de référence ou si vous connaissez des sites web de qualité traitant du thème abordé ici, merci de compléter l'article en donnant les références utiles à sa vérifiabilité et en les liant à la section « Notes et références ».
Quartell, en valencien et officiellement, (Cuartell en castillan), est une commune d'Espagne de la province de Valence dans la Communauté valencienne. Elle est située dans la comarque du Camp de Morvedre et dans la zone à prédominance linguistique valencienne.

## Géographie

Localisation de Quartell
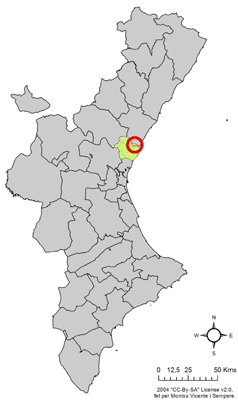
dans la Communauté valencienne.
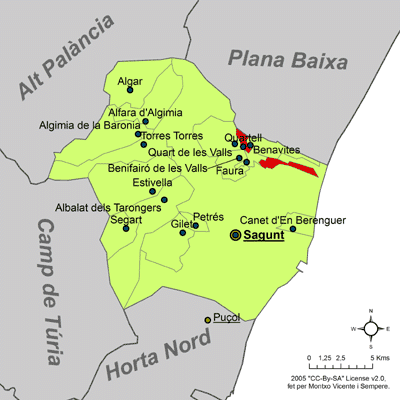
dans la comarque du Camp de Morvedre.

Le village se situe au centre de la plaine de Vall de Sego. Le territoire de la commune est plat et occupé à 86,3 % par des terrains agricoles. La vallée où se trouve le village est entourée par les contreforts de la Sierra de Espadán, elle se prolonge jusqu’à la mer Méditerranée, distante de 7 km.
Depuis Valence, on accède au village par la V-21 puis la N-340 et la CV-320.

### Localités limitrophes
La commune de quartell est entourée par les communes suivantes :
- Benavites, Quart de les Valls, Benifairó de les Valls, Sagonte et Faura dans la province de Valence
- Almenara dans la province de Castellón.

## Histoire
Les fouilles archéologiques ont montré que Quartell se situe sur le territoire d’une villa romaine appartenant à un patricien de Sagonte.
Avant la reconquête menée par les troupes de Jacques Ier d'Aragon, le village appartenait à la zone commandée par la ville musulmane de Mourvèdre (Sagonte).
La première mention écrite de la ville se trouve dans le Registre des donations de Valence. On y voit apparaitre le nom de Quarcel pour une donation d’une propriété faite en 1248 par Jacques Ier à son serviteur Bartomeu. Celle-ci avait une superficie de 126 hanegadas (soit 10,5 ha) et était irriguée par la Fuente de La Vall de Segó (aujourd’hui la Fontaine de Cuart). Au XVIIIe siècle, le botaniste Antonio José Cavanilles parle dans ses « Observations » du système d’irrigation de la Fuente de La Vall de Segó et de ses performances.
Après la reconquête, Quartell a appartenu successivement à Bartolomé Matoses, Guerau Fabra, Galcerán de Borja, Francisco Mundos, Pere Eixarch i Castellví, et Jaume Ferrer....
La majeure partie des habitants étaient des Mudéjars qui se convertirent après le baptême forcé de 1525, ou finirent par être expulsés par Philippe III d'Espagne en 1609. En 1610 le village reçut une Carta Puebla du seigneur local Jaume Ferrer. À la fin du XVIIIe siècle et jusqu’à l’abolition des seigneuries en 1837, les derniers seigneurs féodaux de Quartell furent le comte d’Almenara et le marquis de Bélgida y Benavites.
En plus de la moitié de Quartell, les comtes de Cocentaina étaient également possesseurs du domaine de Blanca et l’Arap. Ce domaine abritait des chrétiens de longue date et était rattaché à la circonscription ecclésiastique de Mourvèdre. Il disposait d’une église paroissiale et en 1574 il se convertit en paroisse de Morisques convertis. Aujourd’hui le lieu est déserté mais au lieu-dit « La Foia » on trouve le passage de la route romaine du serpent qui allait de Sagonte à Almenara. À l’Arap il n’y avait pas d’église, il n’y avait que sept maisons et une vingtaine de morisques. En 1609 le hameau fut déserté.
À la fin du XVIIIe siècle le Marquis de Bélgida, seigneur de Quartell et Benavites, fit passer le moulin de l’Arap et trois vergers dans le domaine de Benavites. Ils forment aujourd’hui une enclave dans la commune de Quartell.
Le fait qu’au cours de la guerre de Succession d'Espagne Mourvèdre soit restée fidèle à Philippe V d'Espagne et que le lieutenant du roi Jorge Musoles ait eu une grande influence, explique que les habitants de Quartell se soient déclarés en faveur du roi légitime.
Quartell participa aux guerres carlistes. En 1869 il s’associa à la Glorieuse révolution et forma une milice armée avec les villages voisins.

## Démographie
En 1900 la population de Quartell était de 999 habitants. Le Chiffre a augmenté lentement jusqu'en 1960 pour atteidre 1250 habitants. Dans la décennie 60-70 la poplutation est restée stable.
| 1990  | 1992  | 1994  | 1996  | 1998  | 2000  | 2002  | 2004  | 2005  | 2007  |
| ----- | ----- | ----- | ----- | ----- | ----- | ----- | ----- | ----- | ----- |
| 1.348 | 1.356 | 1.361 | 1.374 | 1.366 | 1.369 | 1.369 | 1.395 | 1.410 | 1.431 |

## Économie
L'économie repose sur l'agriculture. La culture des arbres fruitiers, et en particulier des orangers, prédomine.
Plusieurs entreprises spécialisées dans l'exportation des agrumes sont installées sur la commune.

## Patrimoine

### Monuments religieux
- Église paroissiale Sainte Anne. La fin de sa construction date de 1669. Actuellement, sa décoration est de style baroque valencien tardif. Elle comporte une nef centrale de grande dimension surmontée d’une voûte en berceau dont les arches reposent sur des piliers. Ces derniers servent de séparation pour les chapelles.

Église paroissiale Sainte Anne
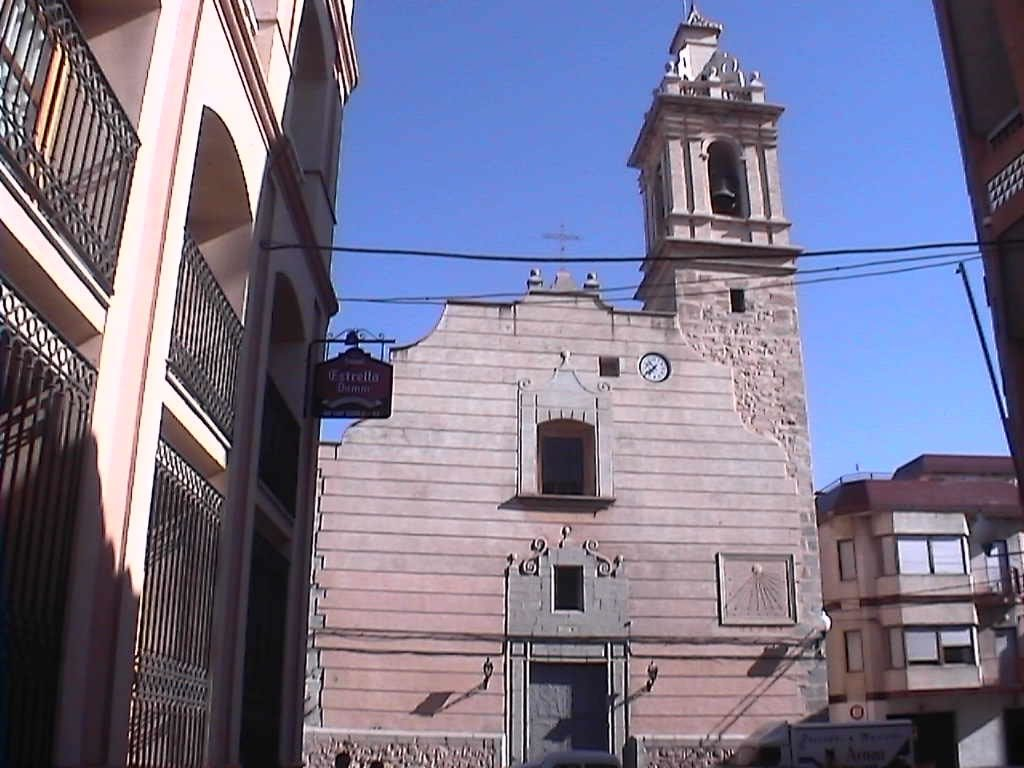
Vue générale
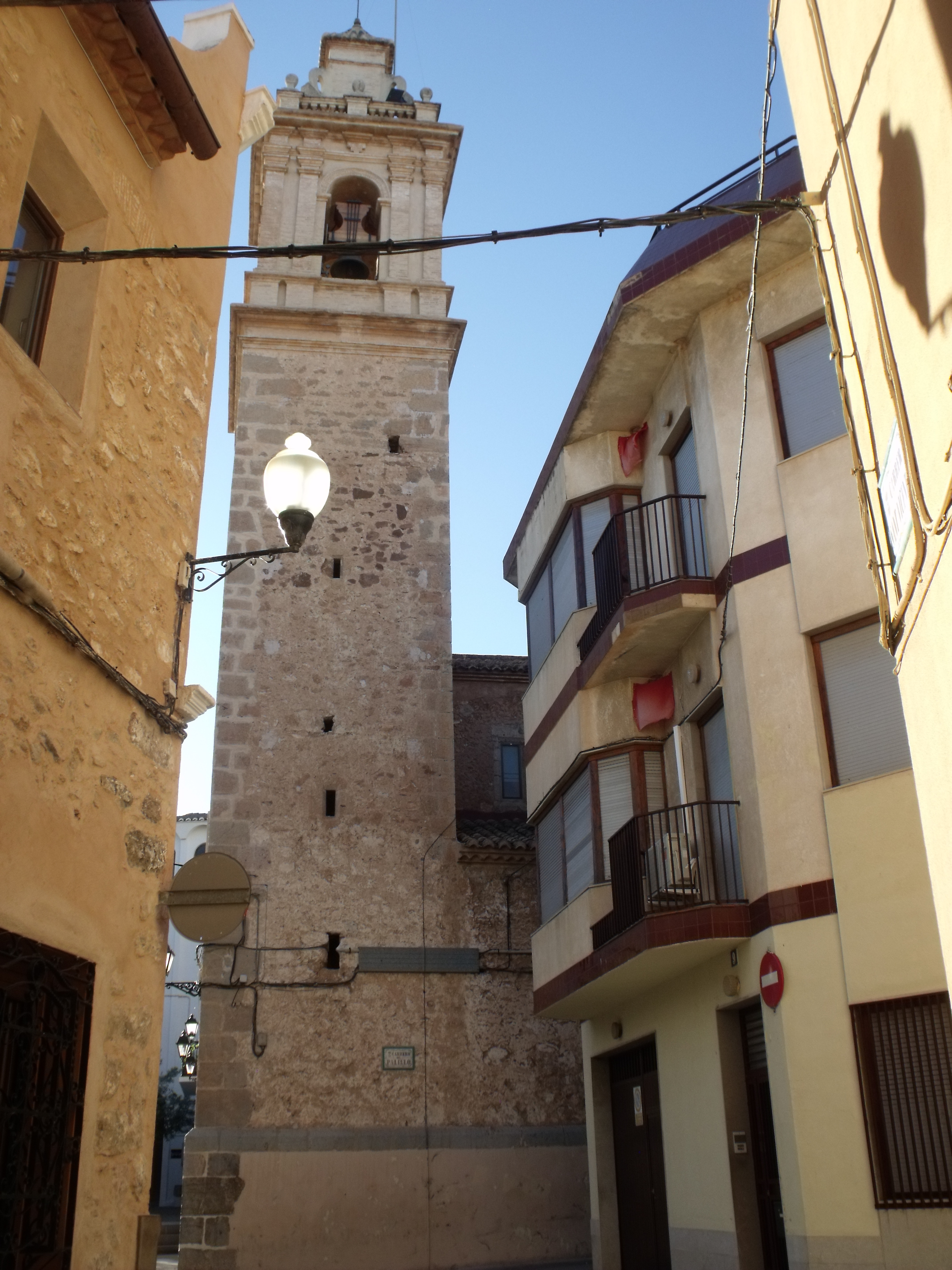
Beffroi
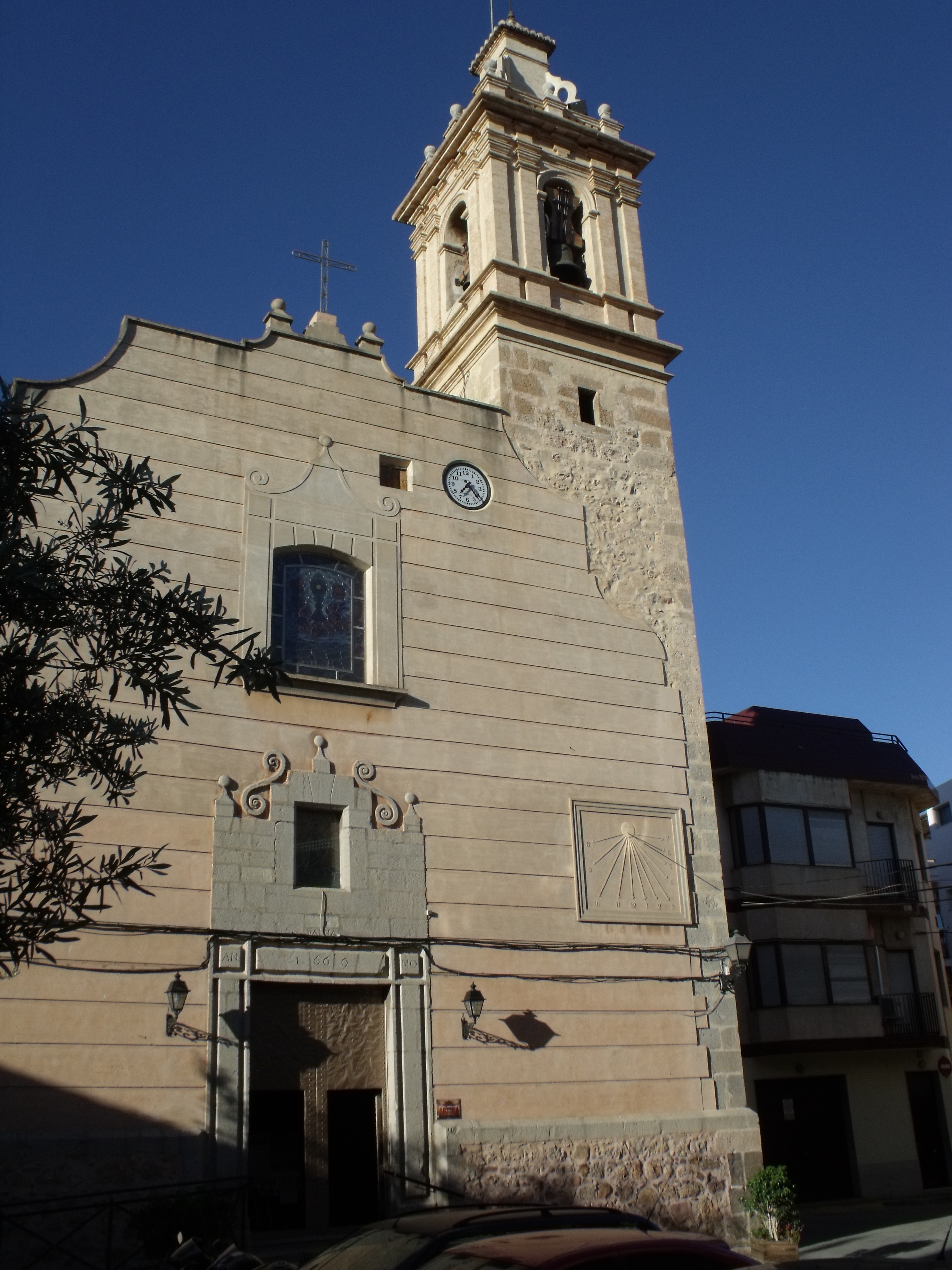
Façade et beffroi
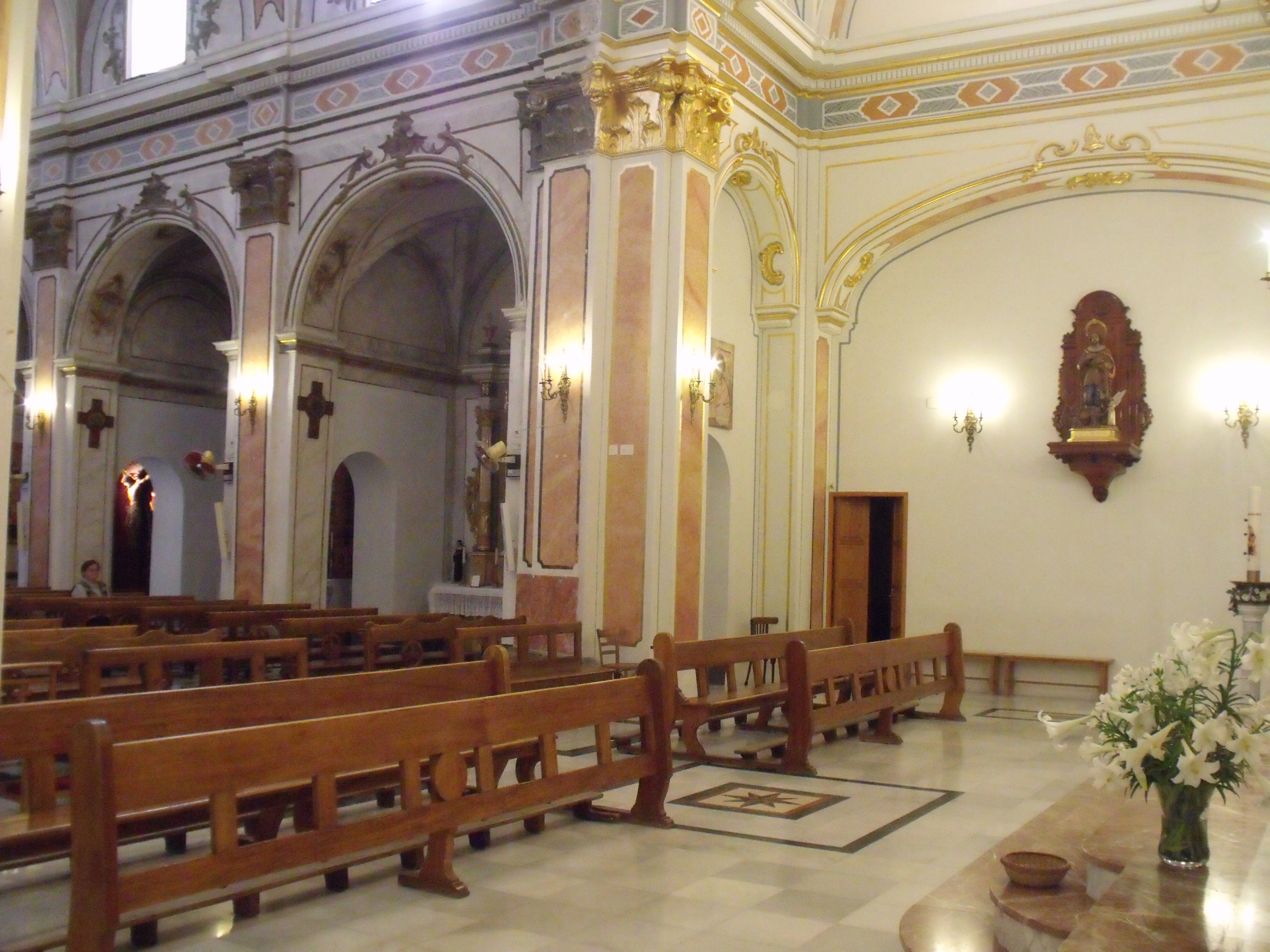
Croisée du transept
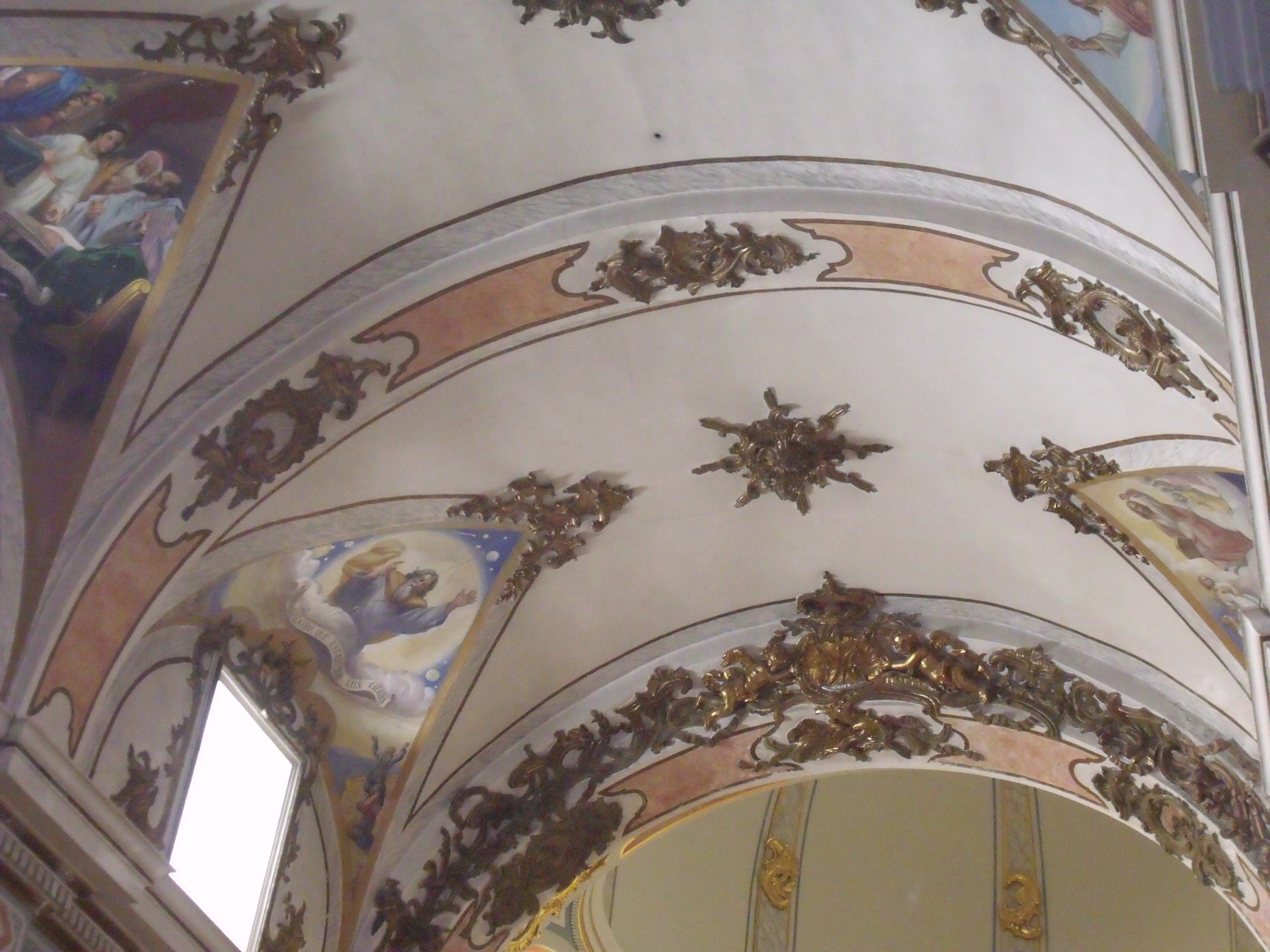
Voûte

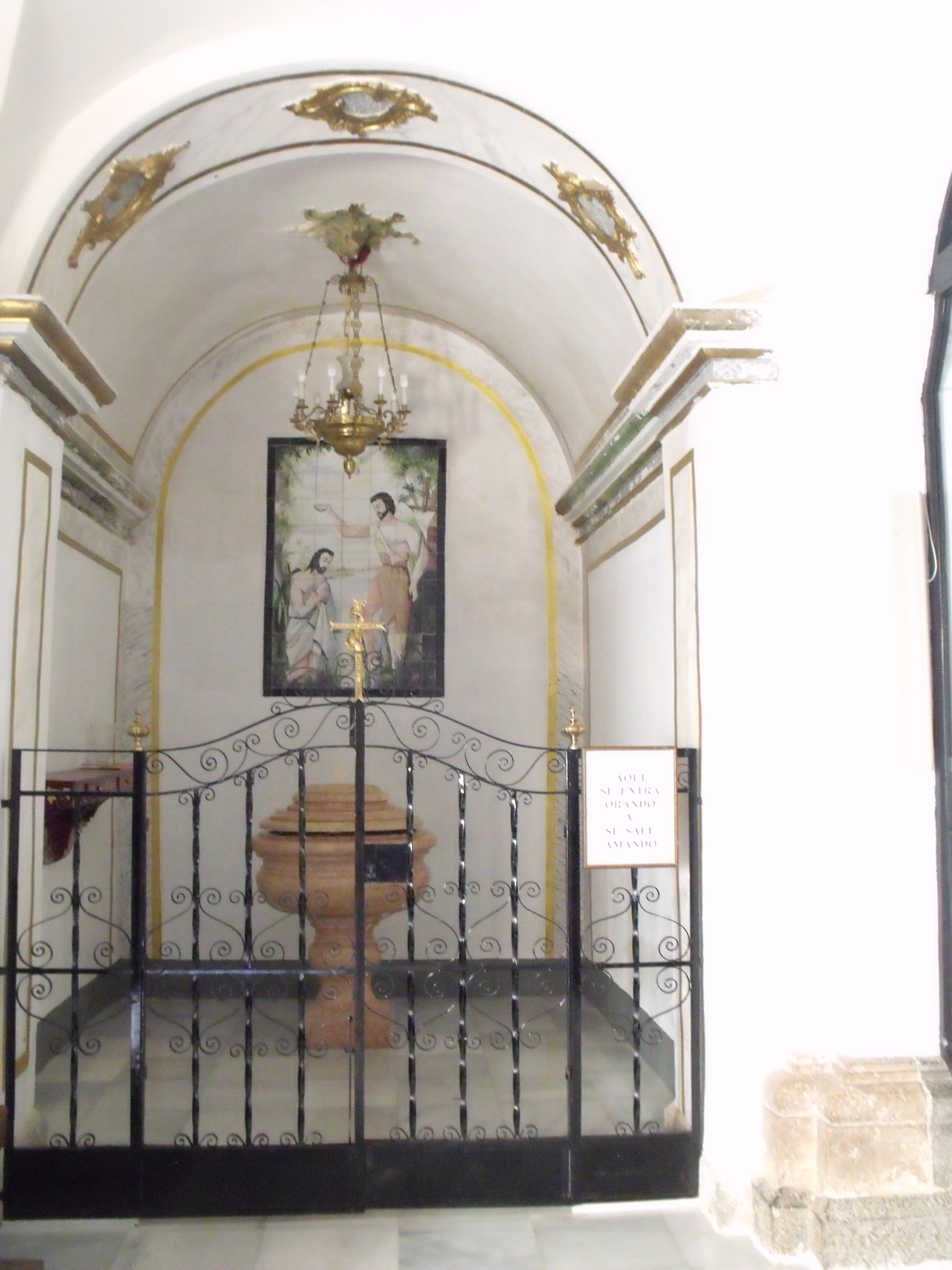
Fonts baptismaux
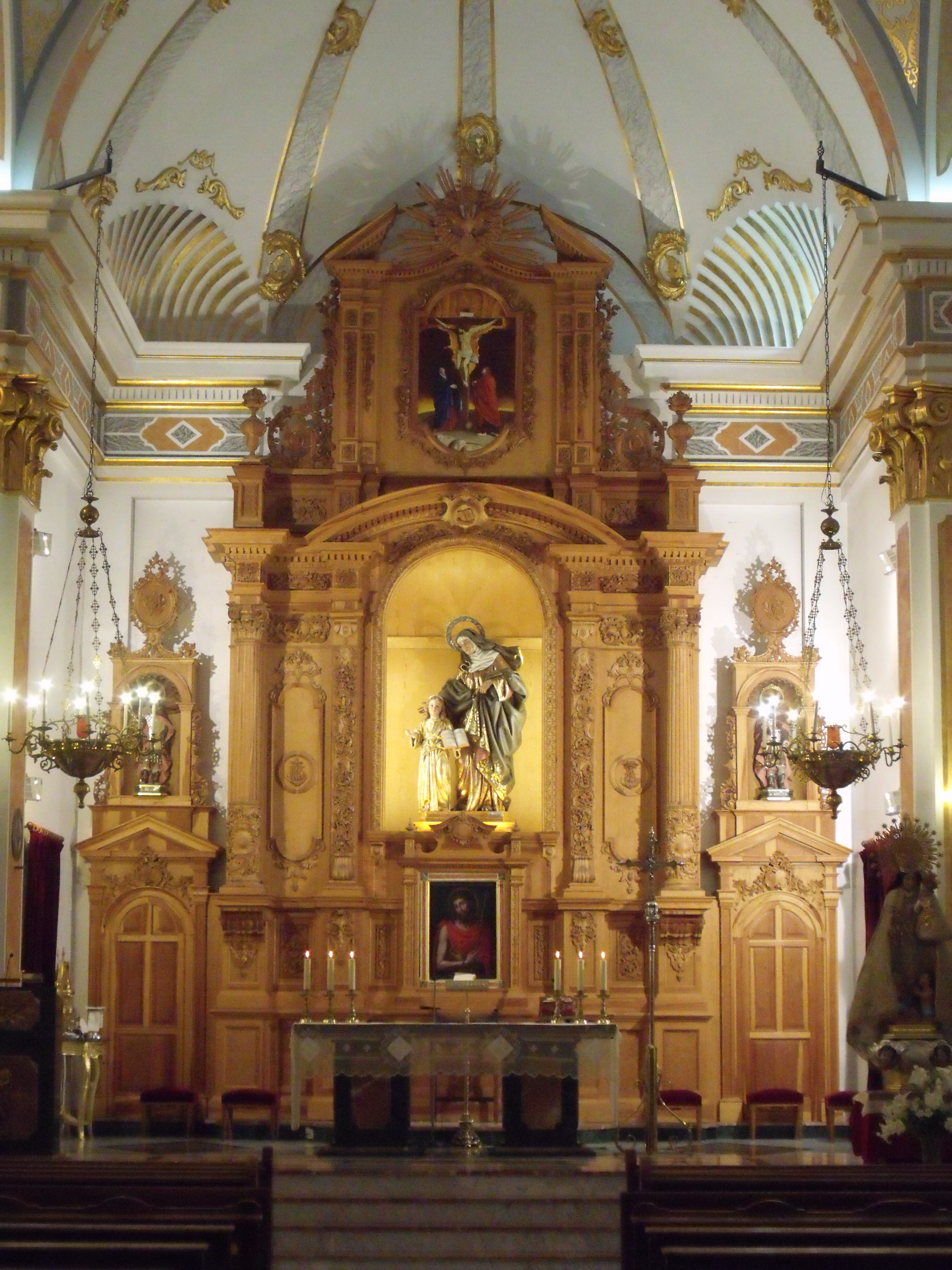
Autel
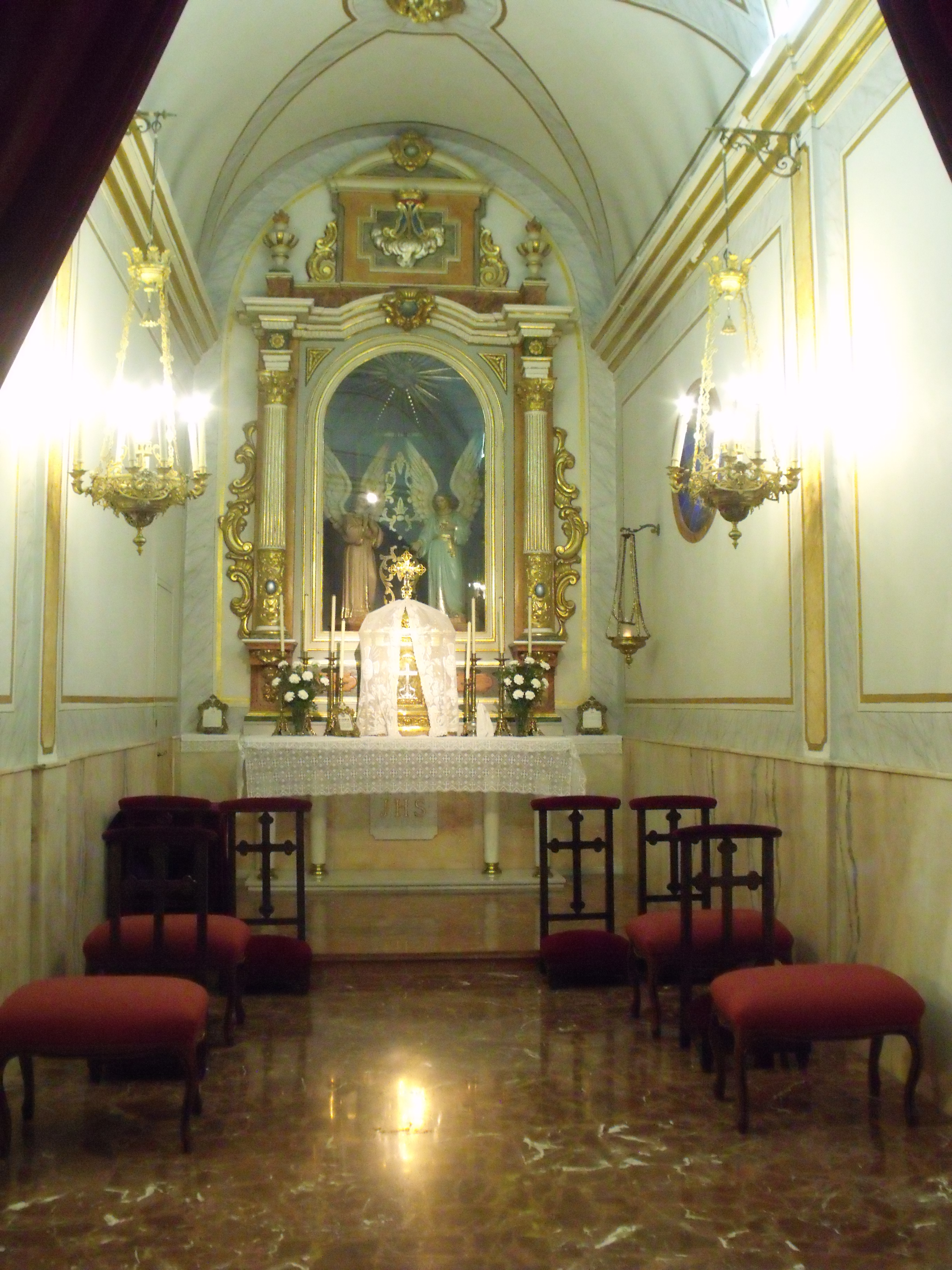
Chapelle de la communion
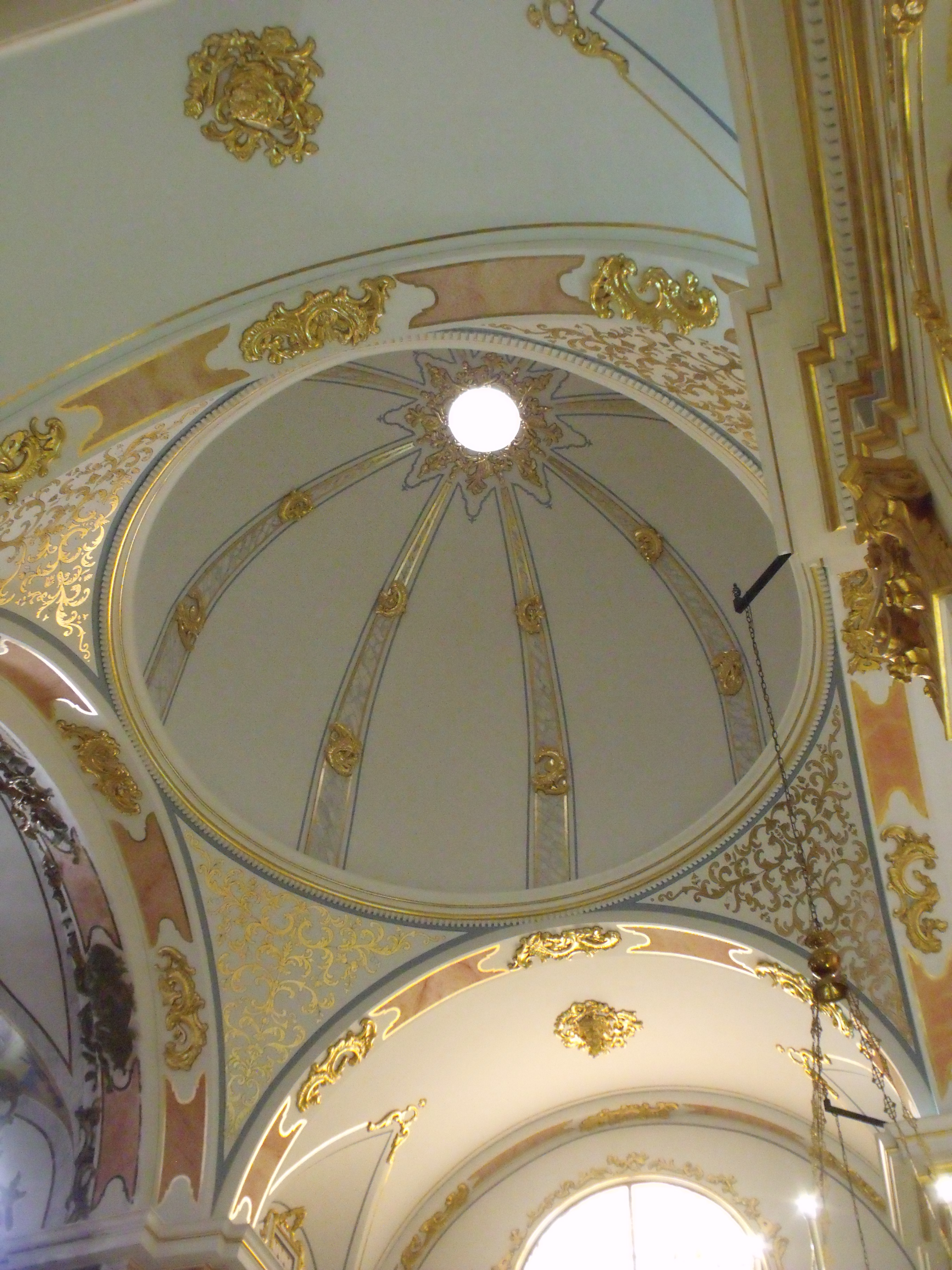
Dôme
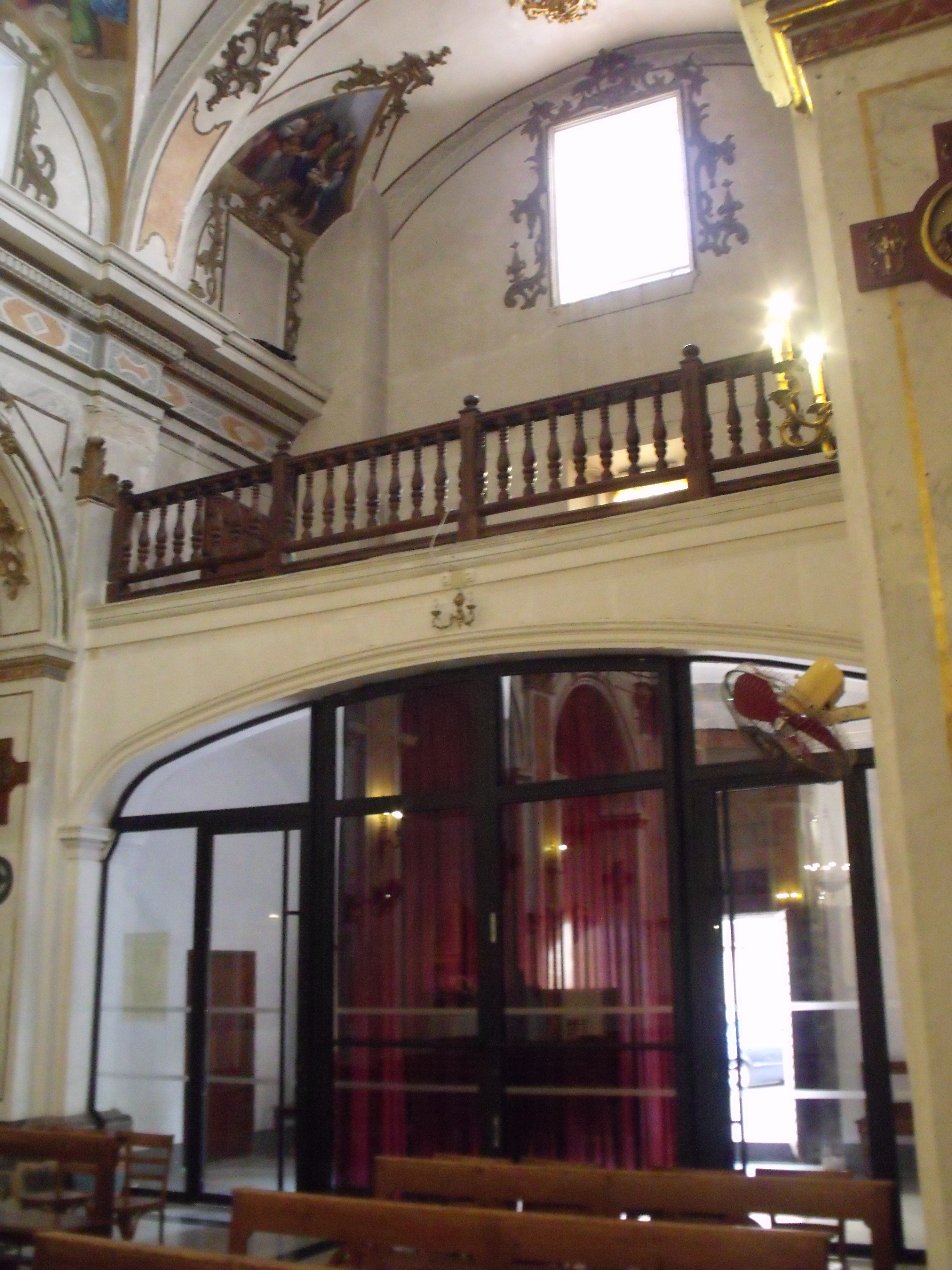
Chœur

### Monuments civils
- Le Moulin Neuf. Construit au XVIIIe siècle, il a conservé sa meule à riz en parfait état. Dans le passé il traitait la majeure partie de la production locale.

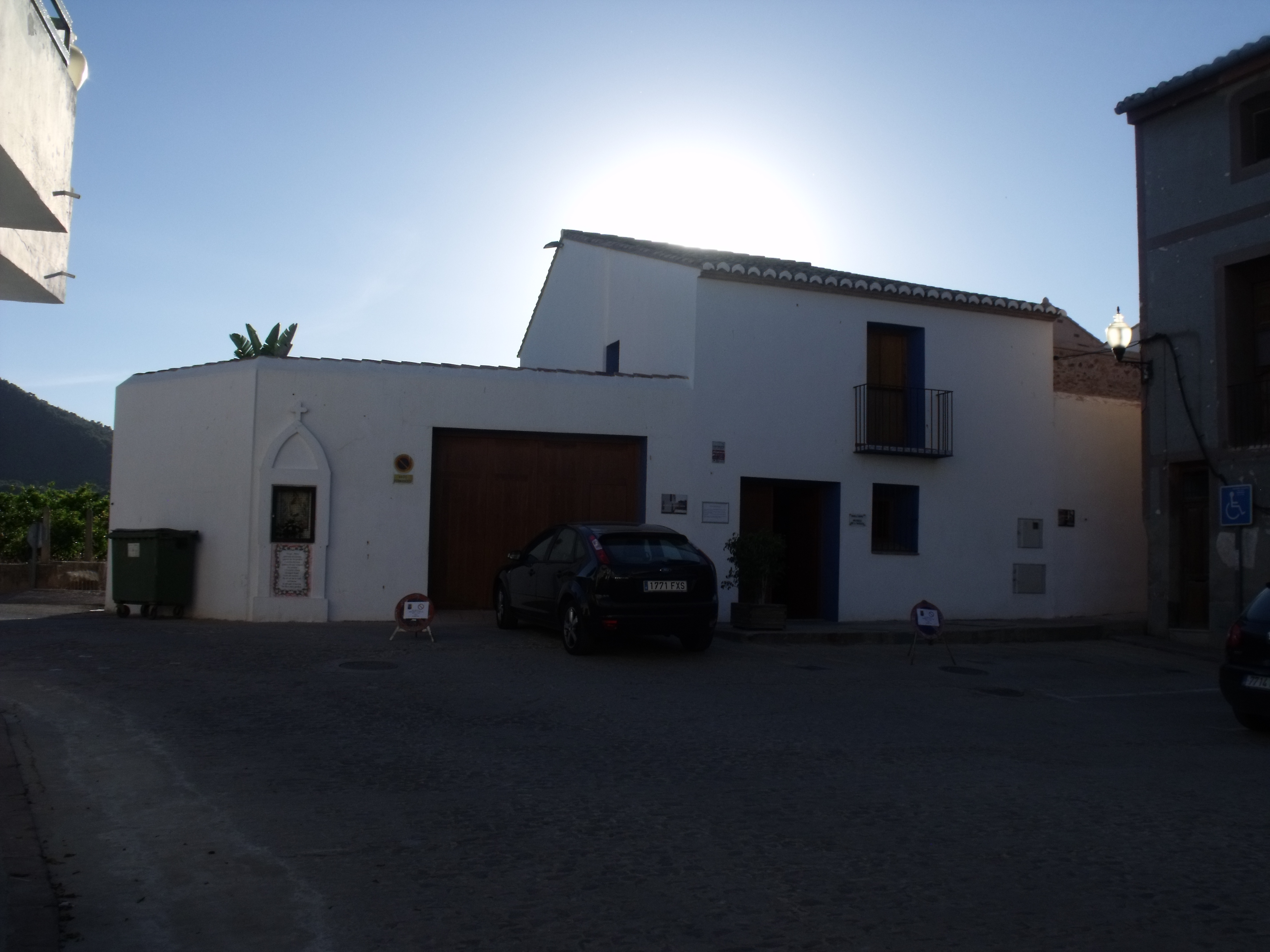
Façade
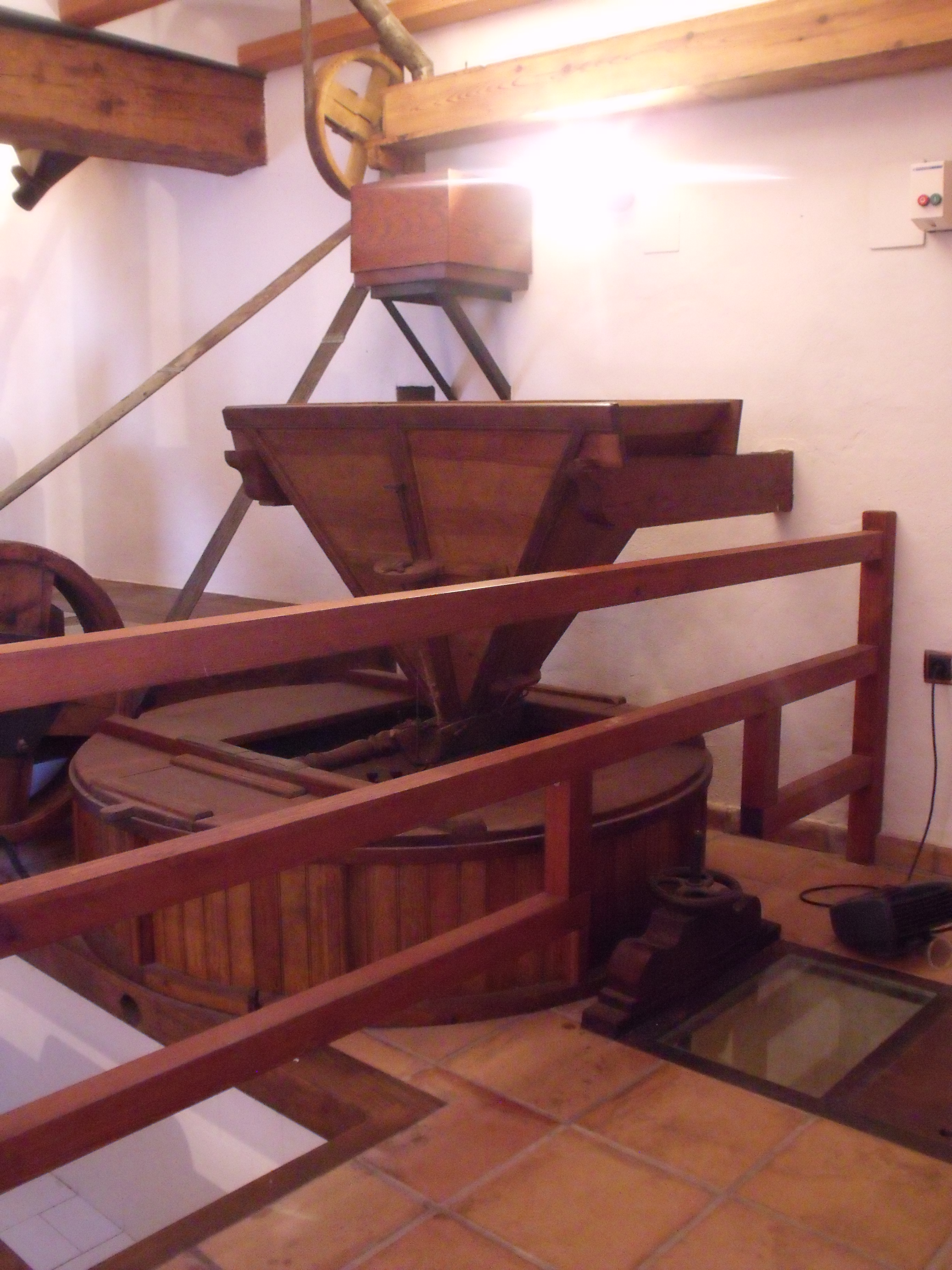
machines de moulin à riz
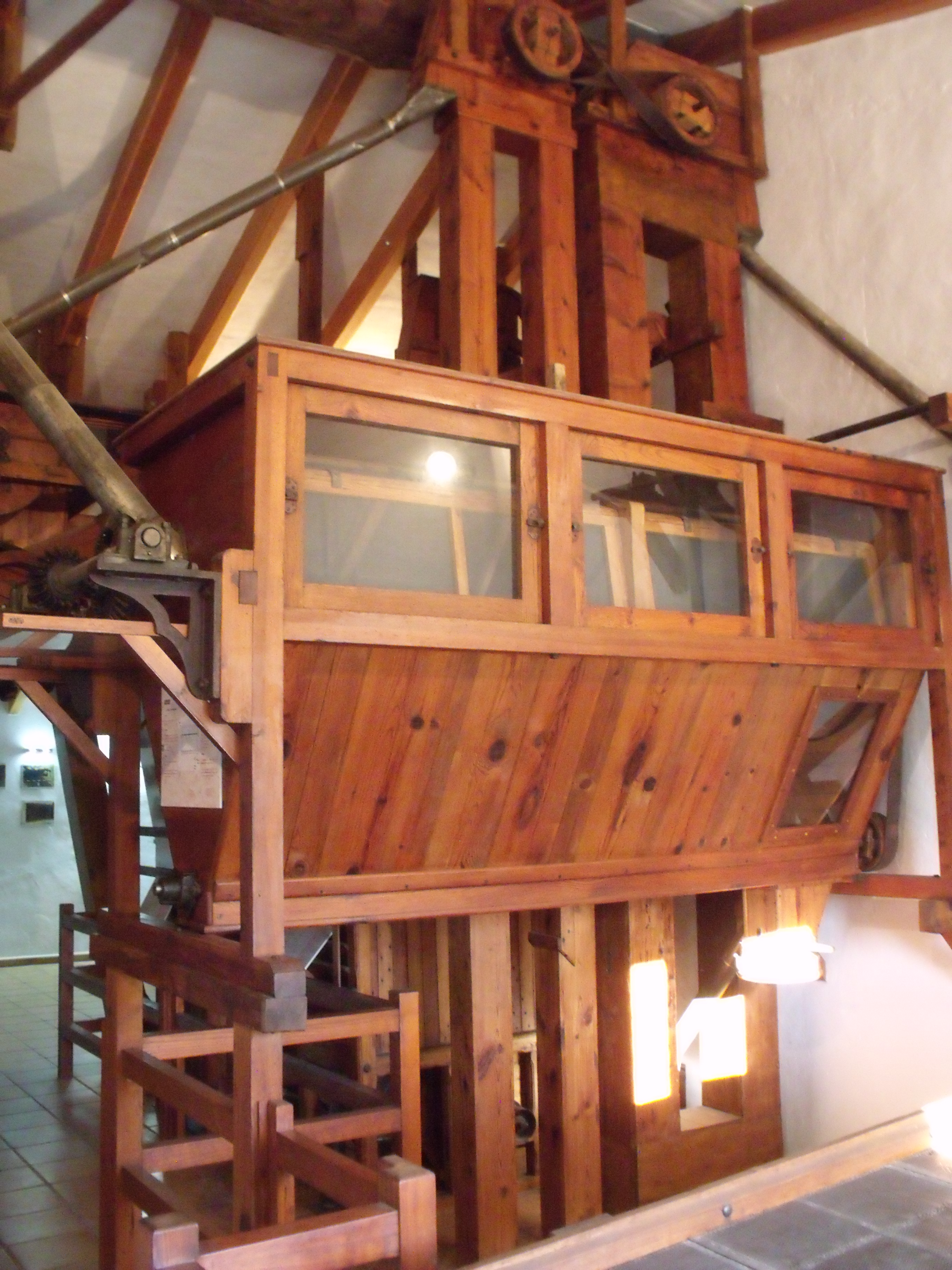
machines de moulin à riz
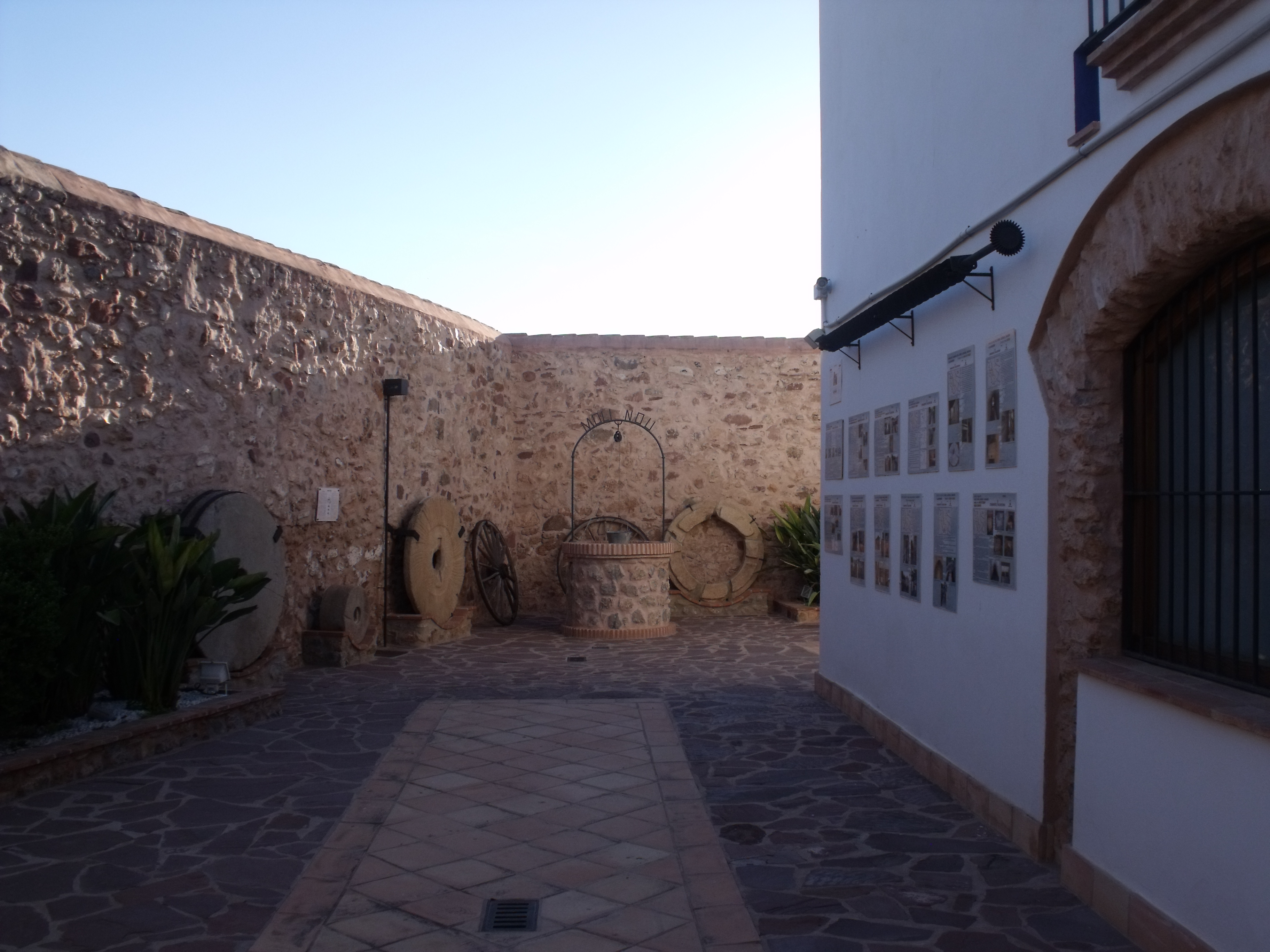
Installations de l'usine de riz

- Le Palais de Quartell est un ancien palais des comtes de Faura. Édifié en 1741, sa structure est héritée des palais gotiques valencien avec un patio centra autour duquel s’organise le reste du bâtiment. Le portail principal est en pierre et sa largeur est suffisamment grande pour faire entrer un charriot. Au-dessus se trouve l’appartement seigneurial est à l’étage final on pouvait entreposer les récoltes des vergers seigneuriaux et surtout la production de soie.

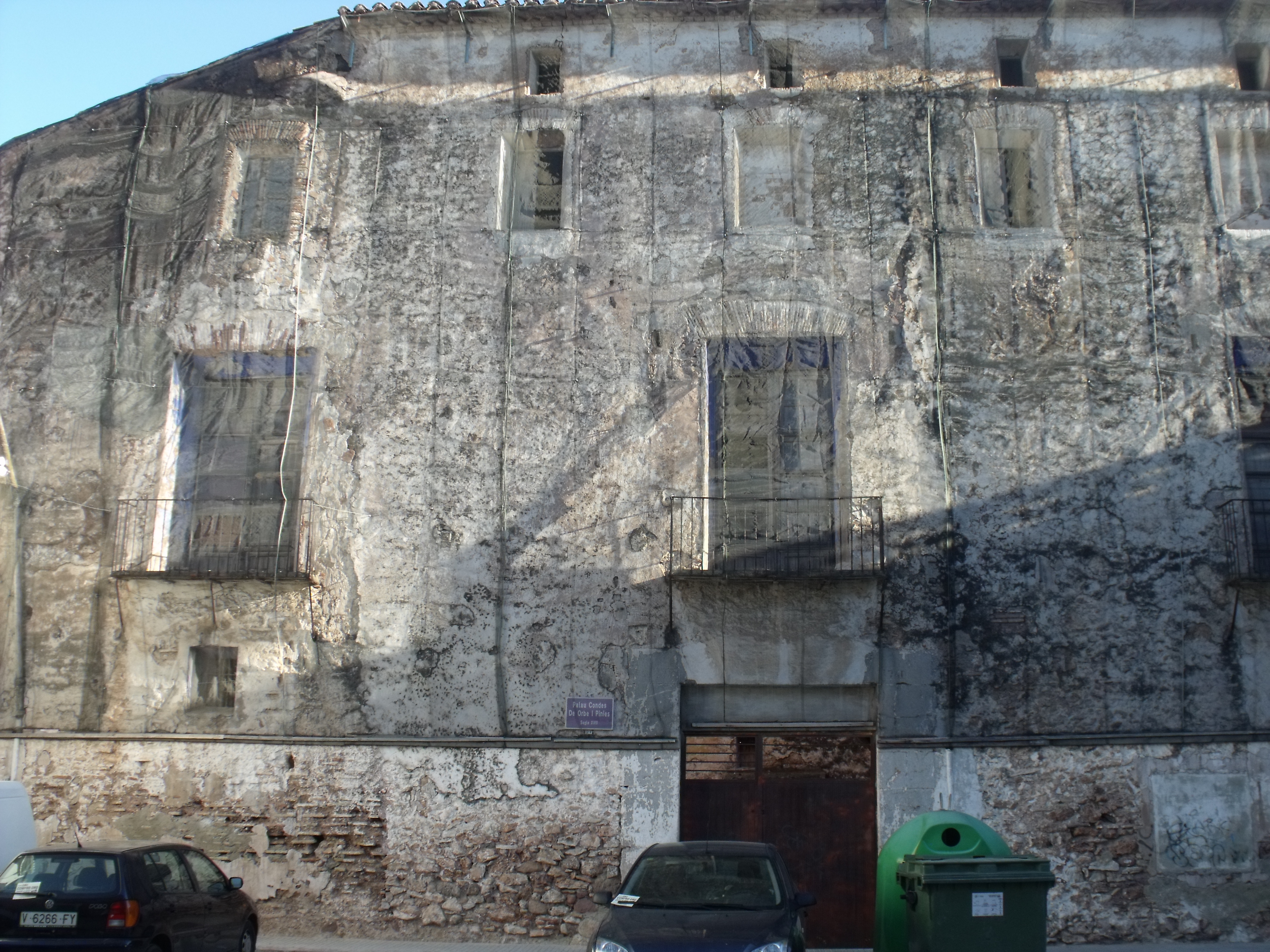
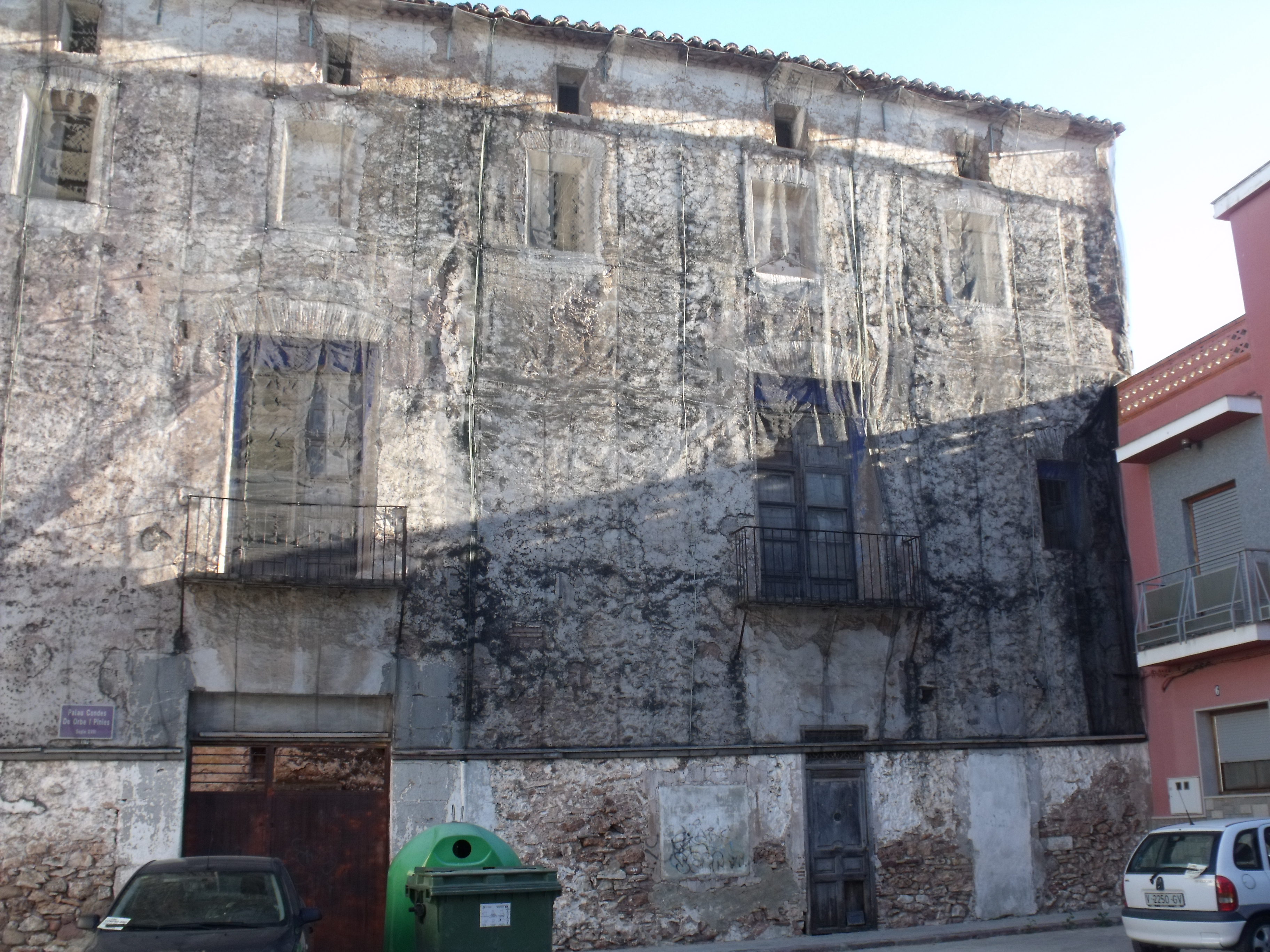
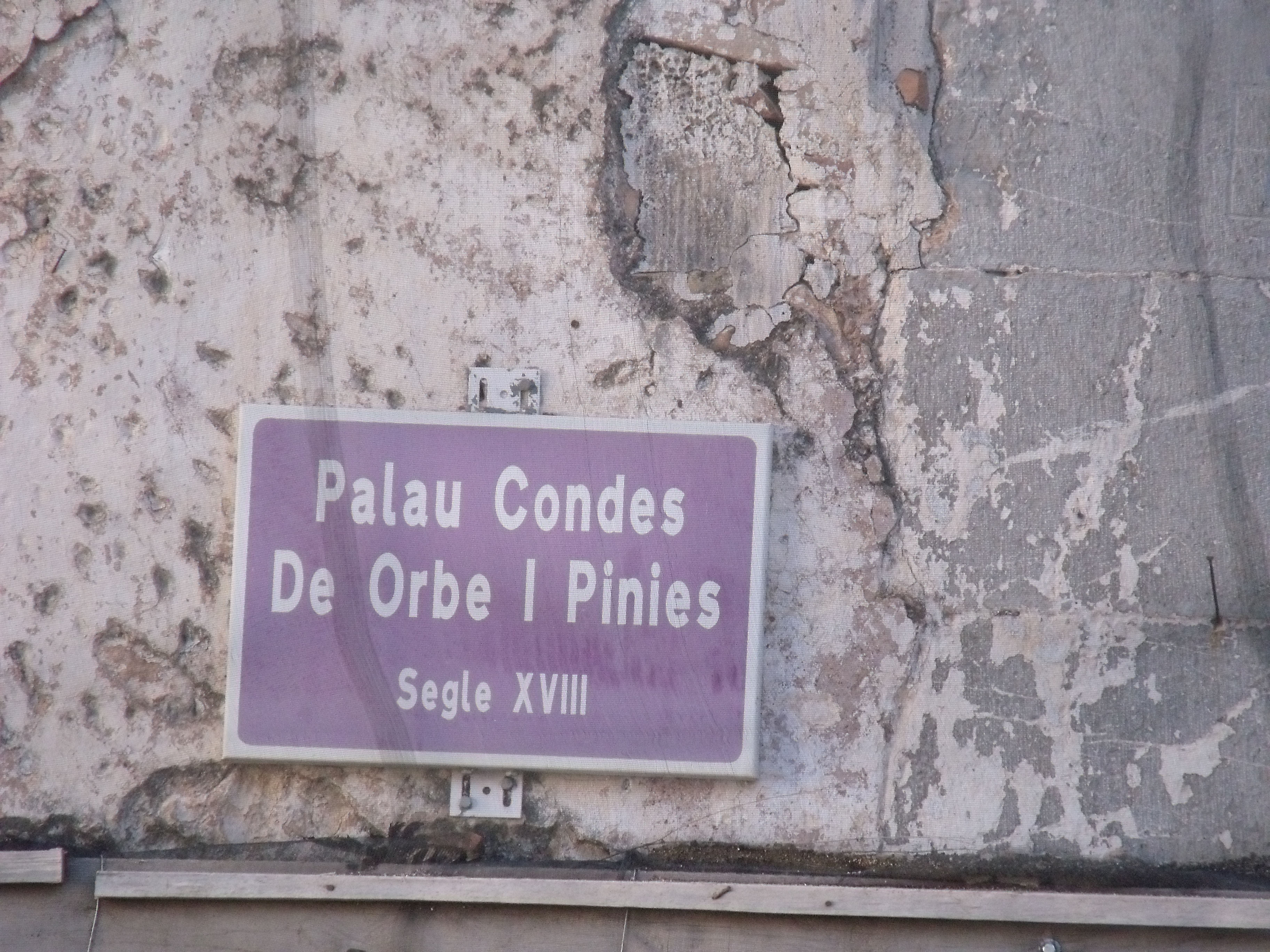

- Le Lavoir. À côté du Moulin Neuf se trouve le lavoir municipal, toujours utilisé pour laver le linge.

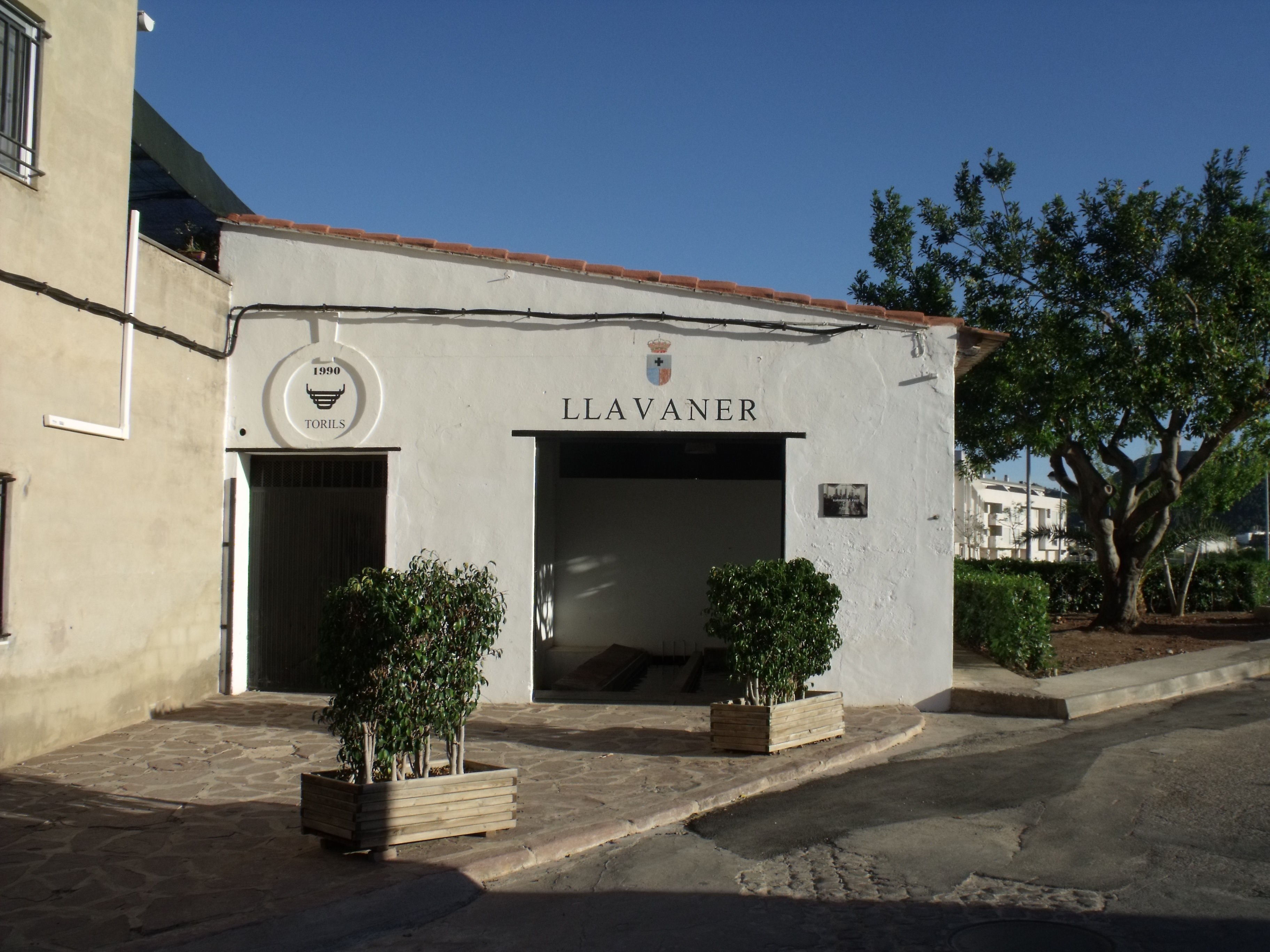
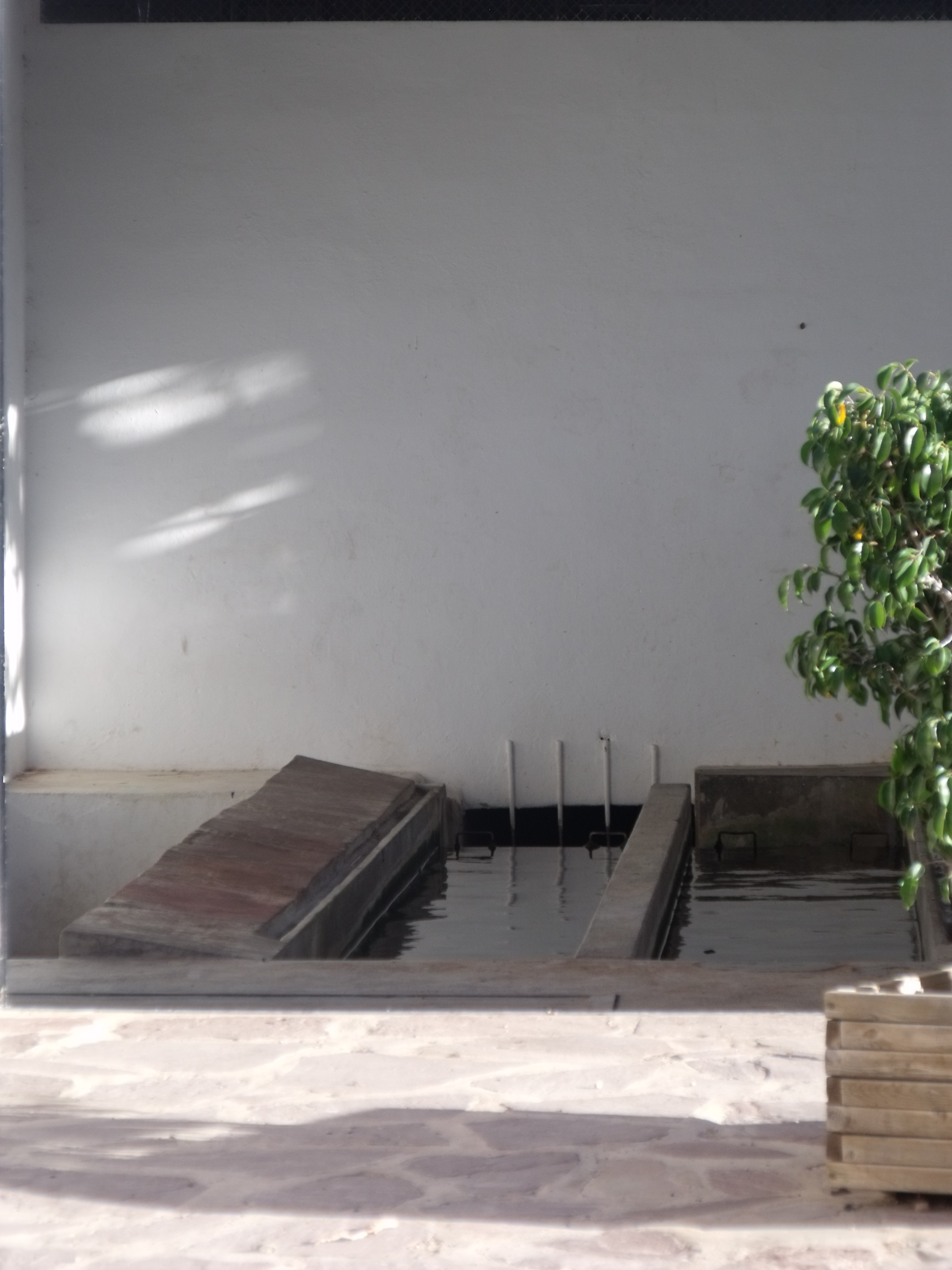
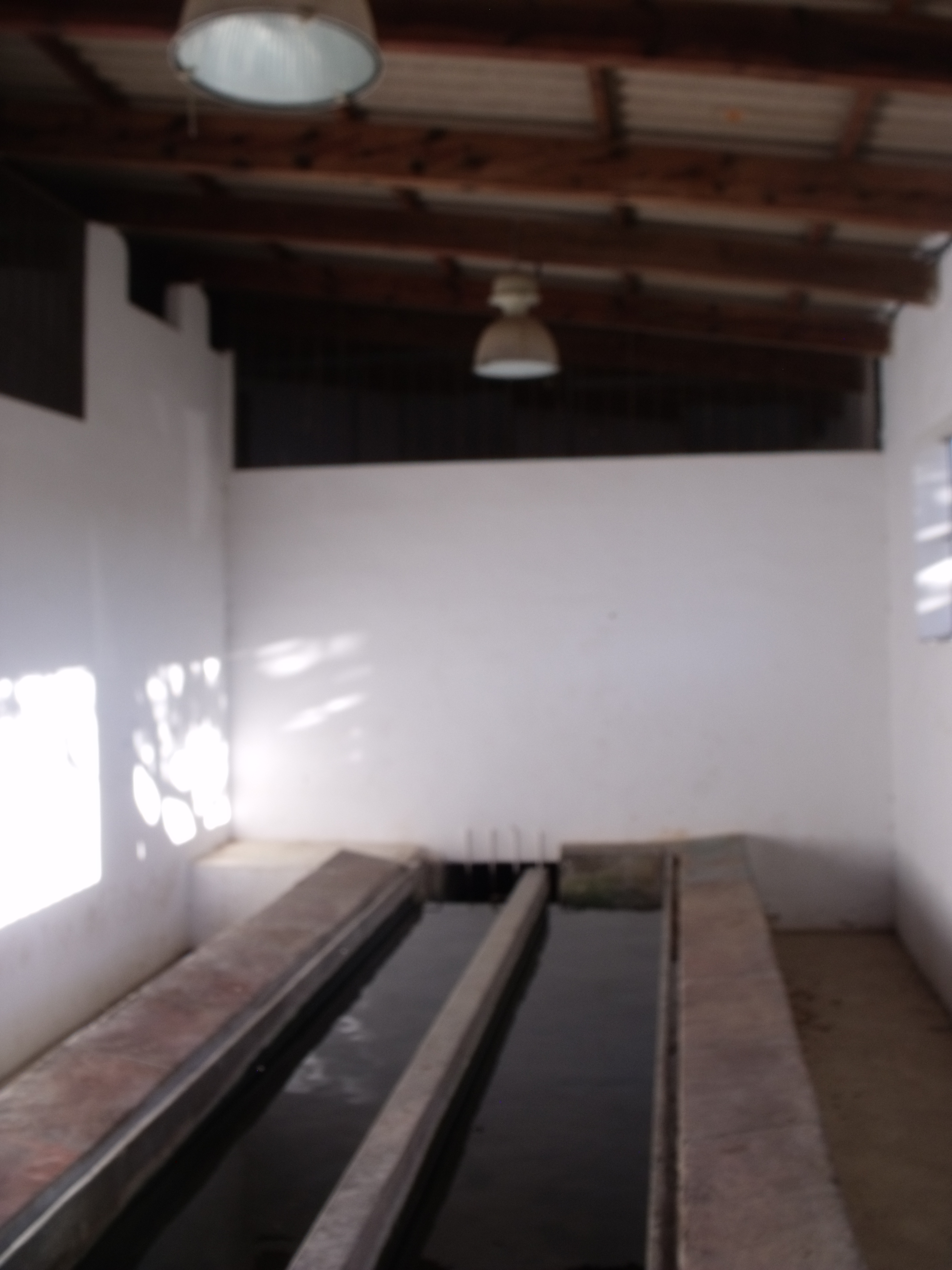

- Auditorium. Reconstruit récemment, il est le siège de l’Union musicale de Quartell, la deuxième fanfare la plus ancienne de toute la communauté valencienne.

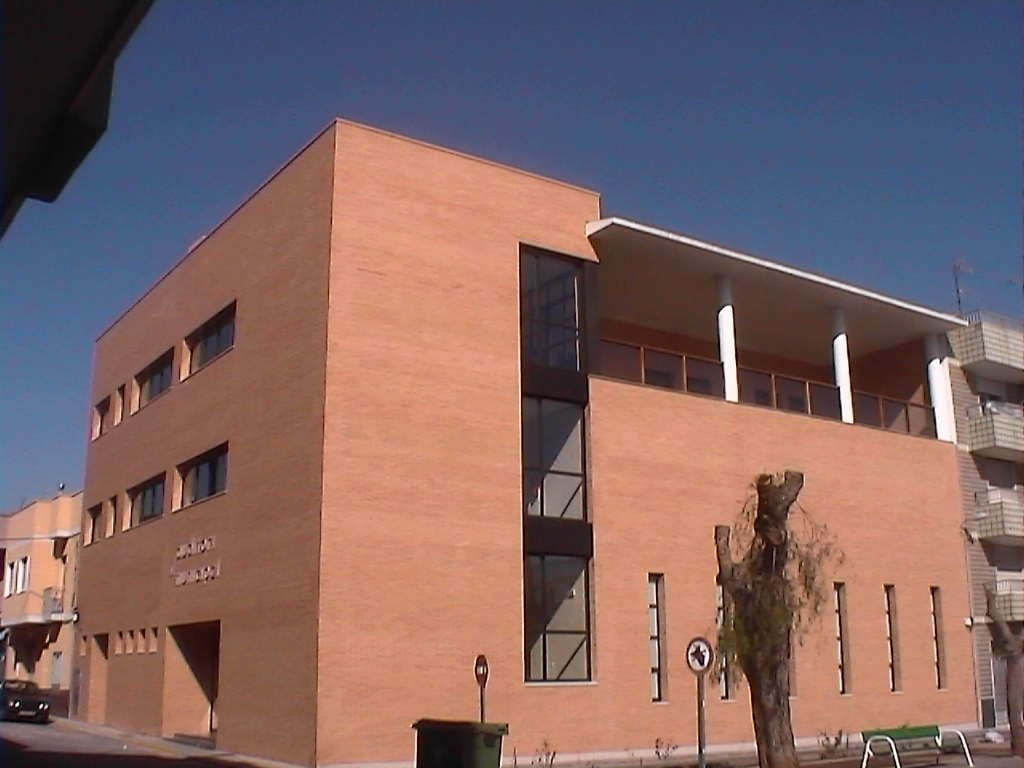
Auditorium de Quartell

## Fêtes locales
- Fête de la San Vicente Ferrer. Elle se célèbre le lundi qui suit le lundi de Pacques.
- Fiestas Patronales. Elles ont lieu la seconde quinzaine du mois de juillet.

### Sources
- (es) Cet article est partiellement ou en totalité issu de l’article de Wikipédia en espagnol intitulé « Cuartell » (voir la liste des auteurs).
- (es) Varaciones de los municipios de España desde 1842, Ministerio de administraciones públicas, octobre 2008, 364 p. (lire en ligne) [PDF]